# Sam McDaniel
Pour les articles homonymes, voir McDaniel.
Samuel Rufus « Sam » McDaniel est un acteur américain, né le 28 janvier 1886 à Wichita (Kansas), mort le 24 septembre 1962 à Los Angeles (quartier de Woodland Hills, Californie).

## Biographie
Comme les autres membres de la famille d'acteurs dont il est issu, Sam McDaniel se produit dès l'enfance au théâtre, dans le répertoire du minstrel show (ses parents ayant une compagnie itinérante) et, plus largement, du vaudeville ; il joue notamment aux côtés de ses sœurs, Etta McDaniel (1890-1946) et Hattie McDaniel (1895-1952).
Au cinéma, comme second rôle ou dans des petits rôles non crédités, il contribue à deux-cent-onze films américains, depuis Hallelujah ! de King Vidor (1929, avec Nina Mae McKinney) jusqu'à Les Aventuriers du fleuve de Michael Curtiz (1960, avec Tony Randall et Eddie Hodges).
Entretemps, mentionnons L'Enchanteresse de Clarence Brown (1936, avec Joan Crawford et Robert Taylor), Capitaines courageux de Victor Fleming (1937, avec Freddie Bartholomew et Spencer Tracy), Le Grand Mensonge d'Edmund Goulding (1941, avec Bette Davis, George Brent et sa sœur Hattie), Boulevard des passions de Michael Curtiz (1949, avec Joan Crawford et Zachary Scott), Le Général invincible d'Henry Levin (1953, avec Susan Hayward et Charlton Heston), ou encore Traquenard de Nicholas Ray (1958, avec Robert Taylor et Cyd Charisse).
À la télévision, Sam McDaniel apparaît dans huit séries américaines à partir de 1952, dont Le Monde merveilleux de Disney (un épisode, 1956). Sa dernière série est La Grande Caravane, avec un épisode diffusé en 1958, quatre ans et demi avant sa mort.

## Filmographie partielle

### Cinéma
- 1929 : Hallelujah ! de King Vidor : Adam
- 1931 : L'Ennemi public (The Public Enemy) de William A. Wellman : un maître d'hôtel
- 1931 : Âmes libres (A Free Soul) de Clarence Brown : un valet du casino
- 1932 : Silence, on tourne ! (Movie Crazy) de Clyde Bruckman et Harold Lloyd : un valet
- 1933 : Dans tes bras (Hold Your Man) de Sam Wood : un porteur de la gare
- 1933 : The Chief de Charles Reisner
- 1933 : Nuits de Broadway (Broadway Through a Keyhole) de Lowell Sherman (non crédité)
- 1934 : Les Amants fugitifs (Fugitive Lovers) de Richard Boleslawski : un agent d'entretien de la gare
- 1934 : Voici la marine (Here Comes the Navy) de Lloyd Bacon : un employé des toilettes
- 1934 : Ce n'est pas un péché (Belle of the Nineties) de Leo McCarey : un admirateur de Jasmine
- 1934 : L'Agent n° 13 (Operator 13) de Richard Boleslawski : Rufus
- 1935 : Code secret (Rendezvous) de William K. Howard
- 1935 : Chercheuses d'or de 1935 (Gold Diggers of 1935) de Busby Berkeley : un portier
- 1936 : Pauvre Petite Fille riche (Poor Little Rich Girl) d'Irving Cummings : le premier porteur
- 1936 : L'Enchanteresse (The Gorgeous Hussy) de Clarence Brown : le majordome des Eaton
- 1937 : Capitaines courageux (Captains Courageous) de Victor Fleming : « Doc »
- 1938 : L'Insoumise (Jezebel) de William Wyler : un chauffeur
- 1938 : Quatre au paradis (Four's a Crowd) de Michael Curtiz : Jeff

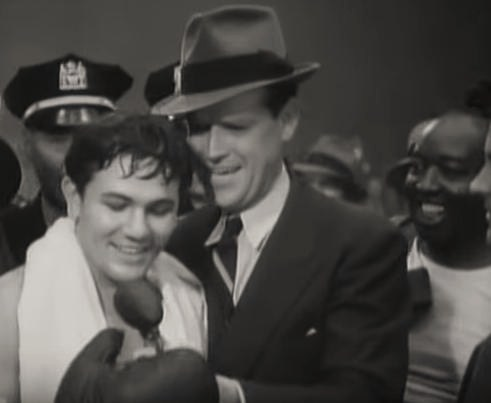
Avec John Garfield (à g.), dans Je suis un criminel (1939)

- 1939 : Nous irons à Paris (Good Girls Go to Paris) d'Alexander Hall : Sam, un porteur du train
- 1939 : Pacific Express (Union Pacific) de Cecil B. DeMille : un serveur à Saint-Louis
- 1939 : Career de Leigh Jason
- 1939 : Je suis un criminel (They Made Me a Criminal) de Busby Berkeley : Splash
- 1940 : La Caravane héroïque (Virginia City) de Michael Curtiz : Sam Moore
- 1941 : Le Grand Mensonge (The Great Lie) d'Edmund Goulding : Jefferson Washington
- 1941 : Le Rapt du rapide 5 (Broadway Limited) de Gordon Douglas : un serveur du train
- 1941 : Tu m'appartiens (You Belong to Me) de Wesley Ruggles : Pierre
- 1941 : Échec à la Gestapo (All Through the Night) de Vincent Sherman : le diacre
- 1941 : Sleepers West d'Eugene Forde
- 1942 : Grand Central Murder de S. Sylvan Simon : un veilleur de nuit
- 1942 : Mokey de Wells Root
- 1942 : La Reine de l'argent (Silver Queen) de Lloyd Bacon : Toby
- 1943 : Dixie Dugan de Otto Brower :
- 1943 : The Ghost and the Guest de William Nigh
- 1944 : Assurance sur la mort (Double Indemnity) de Billy Wilder : Charlie
- 1944 : L'Amazone aux yeux verts (Tall in the Saddle) d'Edwin L. Marin : un serviteur
- 1944 : Tendre Symphonie (Music for Millions) d'Henry Koster : George
- 1946 : Le Droit d'aimer (My Reputation) de Curtis Bernhardt : Jonathan
- 1946 : Sans réserve (Without Reservations) de Mervyn LeRoy : Freddy
- 1947 : L'Œuf et moi (The Egg and I) de Chester Erskine : un serveur du train
- 1947 : L'Île enchantée (High Barbaree) de Jack Conway : Bertram
- 1947 : La Fière Créole (The Foxes of Harrow) de John M. Stahl : Josh
- 1947 : Embrassons-nous (I Wonder Who's Kissing Her Now) de Lloyd Bacon
- 1948 : Broadway mon amour (Give My Regards to Broadway) de Lloyd Bacon
- 1949 : Boulevard des passions (Flamingo Road) de Michael Curtiz : Boatright
- 1950 : La Femme à l'écharpe pailletée (The File on Thelma Jordon) de Robert Siodmak : un porteur
- 1953 : Le Général invincible (The President's Lady) d'Henry Levin : Henry
- 1953 : Un lion dans les rues (A Lion Is in the Streets) de Raoul Walsh : Moses
- 1954 : Carmen Jones d'Otto Preminger : un serveur
- 1958 : Traquenard (Party Girl) de Nicholas Ray : Jesse
- 1959 : Un trou dans la tête (A Hole in the Head) de Frank Capra : Andy
- 1960 : Les Aventuriers du fleuve (The Adventures of Huckleberry Finn) de Michael Curtiz : un serviteur

### Télévision

#### Séries télévisées
- 1956 : Le Monde merveilleux de Disney (The Wonderful World of Disney ou Disneyland), saison 2, épisode 17 A Tribute to Joel Chandler Harris : Herbert
- 1958 : La Grande Caravane (Wagon Train), saison 1, épisode 25 The Marie Dupree Story : Skipio